# Долно Коротице
Долно Коротице (на албански: Korroticë e Poshtme) е село в община Глоговац в Косово. След 1999 г. е известно още като Gentianë (Тинтява).